# Eisenbahnunfall von Kuurila

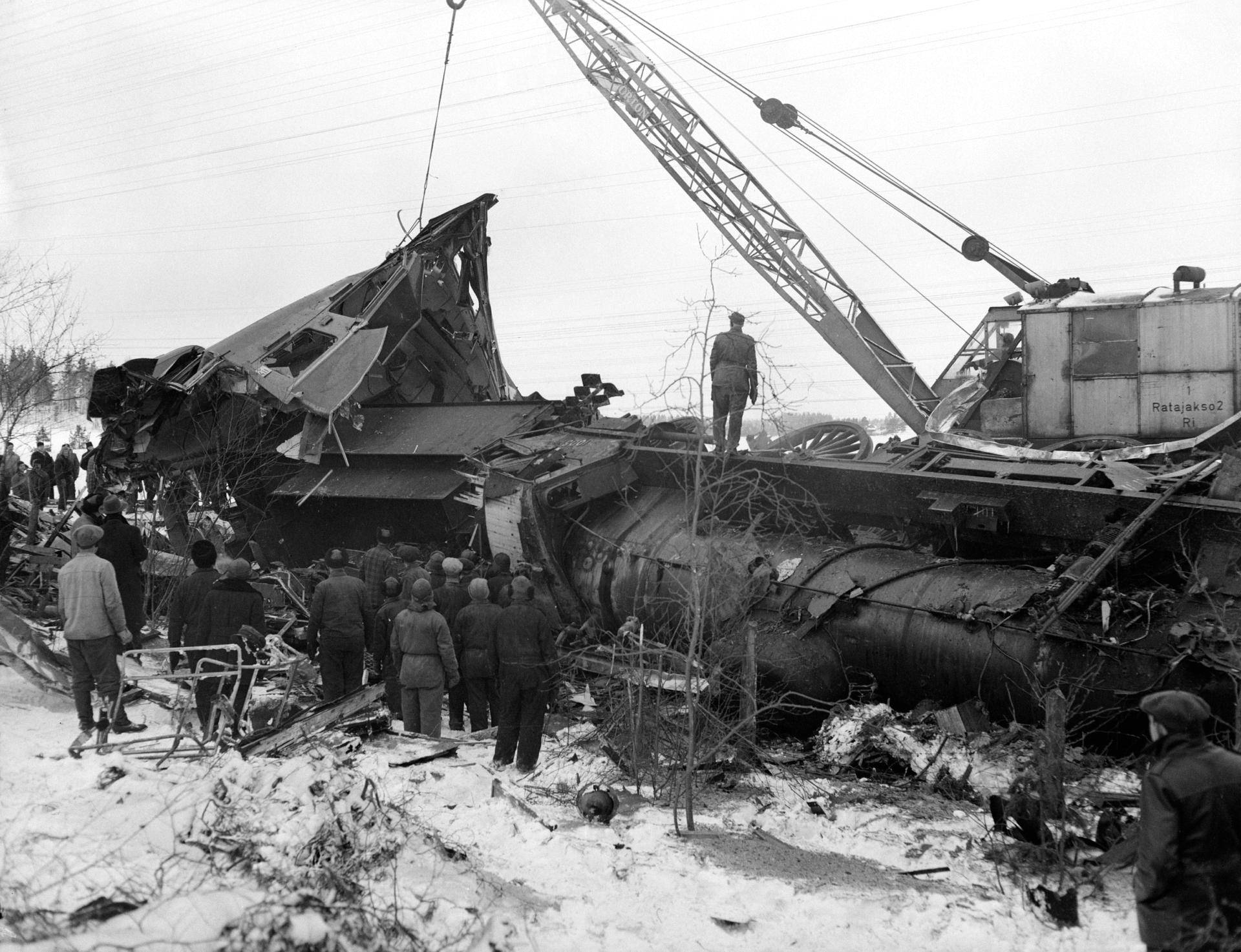
Die Unglücksstelle

Der Eisenbahnunfall von Kuurila war der Frontalzusammenstoß zweier Personenzüge bei Kuurila am 15. März 1957. Mindestens 28 Menschen starben. Der Unfall von Kuurila war der schwerste in Finnland in Friedenszeiten.

## Ausgangslage
Auf der damals eingleisigen Strecke wurde die Betriebssicherheit nicht durch ein zugabhängiges Sicherungssystem gewährleistet, vielmehr nur durch Zugmeldungen von Blockstelle zu Blockstelle. Hier waren zwei Züge in entgegengesetzten Richtungen unterwegs:
- Der Nachtzug P 64 von Tornio nach Helsinki. Er wurde von der schweren Pacific-Lokomotive der VR-Baureihe Hr1 mit der Betriebsnummer 1005 gezogen[1] und führte auch Schlafwagen.
- Der Schnellzug MP 41 von Helsinki nach Pori, eine Leistung, die mit dem Dieseltriebwagen Dm4 1607 gefahren wurde.

## Unfallhergang
Der MP 41 hatte Verspätung. Der Fahrdienstleiter von Kuurila wollte deshalb die Kreuzung der beiden Züge in den nächsten Bahnhof, Iittala, verlegen. Bei der Verständigung der beiden Fahrdienstleiter über diese vom Fahrplan abweichende Maßnahme kam es zu einem Missverständnis zwischen ihnen: Während der Fahrdienstleiter von Kuurila davon ausging, dass sein Kollege in Iittala den P 64 angenommen habe, ging der weiter davon aus, dass die Zugkreuzung in Kuurila stattfinden werde. So signalisierten beide jeweils dem von ihnen gesicherten Zug „Fahrt frei“.
Der Aufprall der schweren Dampflokomotive auf den leicht gebauten Triebwagen zertrümmerte den Triebwagen vollständig. Hier starben auch die meisten Menschen. Die Schnellzuglokomotive kippte durch den Aufprall gleichwohl aus dem Gleis, wobei der Lokomotivführer getötet und der Heizer verletzt wurde. Der erste Schlafwagen hinter der Lokomotive wurde schwer beschädigt.

## Folgen
Es starben 28 Menschen, 19 weitere wurden verletzt. Die Bergungsarbeiten gestalteten sich schwierig, da die Unfallstelle in einem Waldgebiet lag und nur schwer zugänglich war. Unter anderem mussten Pferdeschlitten eingesetzt werden. Während der Triebwagen ausgemustert wurde, konnte die Hr1 1005 repariert werden und stand zwei Monate später wieder im Einsatz.

## Besonderes
Am 60. Jahrestag des Unfalls wurde in unmittelbarer Nähe des Unfallortes ein Gedenkstein enthüllt.